# Philipp Scharwenka
Philipp Scharwenka, celým jménem Ludwig Philipp Scharwenka (16. února 1847 Šamotuly – 16. července 1917 Bad Nauheim), byl hudební skladatel a pedagog polsko-českého původu. Byl bratrem skladatele a hudebního pedagoga Xavera Scharwenky a strýcem skladatele a varhaníka Waltera Scharwenky.

## Život
Jeho předkové z otcovy strany pocházeli původně z Prahy, poté se v roce 1696 přestěhovali do Frankfurtu nad Odrou – pravděpodobně z důvodů víry – a následně se usadili v Šamotulech. Zpočátku navštěvoval gymnázium v Poznani. V roce 1865 se s rodinou přestěhoval do Berlína. Studoval u Richarda Wüersta a Heinricha Dorna na Nové akademii umění (Neue Akademie der Tonkunst), kde poté od roku 1868 přednášel. Od roku 1880 byl Philipp Scharwenka ženatý s houslovou virtuozkou Marianne Stresowovou (1856–1918). V roce 1881 se stal docentem na konzervatoři, kterou založil jeho bratr v Berlíně, kde vyučoval teorii a skladbu. Od roku 1891 působil jako ředitel této univerzity, v roce 1902 získal titul profesora a od roku 1911 byl členem univerzitního senátu. V roce 1891 navštívil se svým bratrem Spojené státy. Mezi jeho studenty patřili Oskar Fried a Otto Klemperer.

## Dílo
Ve své tvorbě kombinoval klasicistní prvky (preferoval sonátové formy) s romantickými prvky (rozsáhlá témata, často lyrického charakteru). Ve svých monumentálních symfonických formách čerpal z Brucknerových vzorů.
Složil mimo jiné dvě symfonie, symfonickou báseň Frühlingswogen (Pátek), Arkadische Suite, houslový koncert, klavírní kvintet, Dramatische Phantasie (Dramatické fantazie), dva polské lidové tance (Volkstänze), a také komorní, klavírní a vokální díla.